# Brücke des 14. Juli
Die Brücke des 14. Juli (auch Arbataash Tamuz Bridge) ist eine Straßenbrücke über den Tigris in Bagdad, Irak. Sie verbindet den Platz des 14. Juli über die Straße des 14. Juli im Stadtteil Karch in der früheren Grünen Zone mit dem Stadtteil Karrada in der Schleife des Tigris.
Die Brücke, der gleichnamige Platz und die Straße sind nach der „Revolution des 14. Juli 1958“ benannt, in der die von den Briten eingesetzte Monarchie durch die Freien Offiziere unter General Abd al-Karim Qasim gestürzt wurde. Der 14. Juli war als Tag der Revolution der Nationalfeiertag des Irak, bis er vom 9. April abgelöst wurde, dem Tag des Sturzes von Saddam Hussein im Jahr 2003.
Die Brücke hat zwei Fahrspuren pro Richtung, wegen der strikten Sicherheitskontrollen an den Zufahrten wird sie in der Praxis aber nur einspurig befahren.
Die Hängebrücke hat eine Spannweite von 167,64 m (550 ft), die seitlichen Öffnungen sind jeweils 83,82 m (275 ft) weit. Da der Boden in Bagdad aus Schwemmland besteht, in dem die Anker der Tragseile keinen ausreichenden Halt fänden, um den Zugkräften zu widerstehen, ist die Brücke eine sogenannte selbstverankerte (unechte) Hängebrücke, bei dem die Tragseile am Fahrbahnträger verankert sind, der dementsprechend stark ausgebildet sein muss. Das Brückendeck besteht deshalb aus einem Stahl-Vollwandträger.
David B. Steinman, einer der herausragenden Brückenbau-Ingenieure seiner Zeit, erhielt 1956 den Auftrag für die Planung der Brücke. Der 1960 verstorbene Steinman erlebte die Ausführung der Brücke durch sein Büro jedoch nicht mehr. Infolge der politischen Umstände begann der Bau erst im Jahre 1961 und wurde 1964 fertiggestellt. Die Traversen der Pylone deuten einen arabischen Spitzbogen an. Die Brücke ist in dem von Steinman bevorzugten Grün gestrichen.
Im Zweiten Golfkrieg wurde die Brücke am 9. Februar 1991 durch die Operation Desert Storm wohl unbeabsichtigt beschädigt. Es ist unklar, inwieweit sie danach repariert und benutzt wurde. Nach der Eroberung Bagdads im Irakkrieg wurde sie im April 2003 als unsicher eingestuft, geschlossen und anschließend instand gesetzt. Am 25. Oktober 2003 fand die feierliche Wiedereröffnung statt. Wegen eines Bombenanschlags in Bagdad am 13. November 2003 wurde sie aus Sicherheitsgründen bis Mitte 2004 wieder geschlossen; seitdem kann sie nach Sicherheitskontrollen nur von Personen benutzt werden, die Zugang zur Grünen bzw. nun zur Internationalen Zone haben.